# Дзецьмяровиці
Дзецьмяровиці (пол. Dziećmiarowice, нім. Dittersdorf) — село в Польщі, у гміні Шпротава Жаґанського повіту Любуського воєводства.
Населення — 265 осіб (2011).
У 1975-1998 роках село належало до Зеленогурського воєводства.

## Демографія
Демографічна структура станом на 31 березня 2011 року:
|          | Загалом | Допрацездатний вік | Працездатний вік | Постпрацездатний вік |
| -------- | ------- | ------------------ | ---------------- | -------------------- |
| Чоловіки | 145     | 31                 | 104              | 10                   |
| Жінки    | 120     | 26                 | 74               | 20                   |
| Разом    | 265     | 57                 | 178              | 30                   |